# Instituto Hetrick Martin
O Instituto Hetrick-Martin é uma organização sem fins lucrativos sediada em Nova Iorque, destinada a atender as necessidades de jovens lésbicas, gays, bissexuais, trangêneros ou em questionamento. O instituto foi fundado em 1979 como "Institute for the Protection of Lesbian and Gay Youth" (IPLGY) pelo Dr. Emery Hetrick, um psiquiatra, e Dr. Damien Martin, um professor da Universidade de Nova Iorque. Eles fundaram o instituto com a intenção de providenciar defesa e serviços sociais aos jovens LGBT desassistidos. Depois da morte de ambos os fundadores, o instituto foi renomeado como "Hetrick-Martin Institute" em homenagem aos dois.